# Jonas Wahlberg (silversmed)
Jonas Wahlberg, född 3 januari 1806 i Ystad, död 3 oktober 1859, var en svensk silversmed.
Wahlberg blev gesäll i Helsingborg 1827 och mästare i Ystad 1834 där han var verksam 1834-1859. För kronprinsessan Margaretha av Sverige skapade han ett halssmycke som skänktes till Kulturen i Lund av Drottning Ingrid av Danmark. 
Wahlberg är representerad vid bland annat Nordiska museet, Jönköpings läns museum, Västergötlands museum Vänersborgs museum, 
Kulturen och Victoria and Albert Museum.